# Campiglossa cassara
Campiglossa cassara är en tvåvingeart som först beskrevs av Walker 1849.  Campiglossa cassara ingår i släktet Campiglossa och familjen borrflugor.
Artens utbredningsområde är Peru. Inga underarter finns listade.